# Communauté de communes de la Vallée de Kaysersberg
La communauté de communes de la Vallée de Kaysersberg (CCVK) est une communauté de communes française située dans le département du Haut-Rhin et la région Grand Est.

## Histoire
Succédant au SIVOM de la Vallée de la Weiss, elle a été créée le 29 décembre 1995 et est administrée par un conseil communautaire composé de 27 conseillers.

## Composition
La communauté de communes est composée des 8 communes suivantes :

| Nom                          | Code Insee | Gentilé          | Superficie (km2) | Population (dernière pop. légale) | Densité (hab./km2) |
| ---------------------------- | ---------- | ---------------- | ---------------- | --------------------------------- | ------------------ |
| Kaysersberg Vignoble (siège) | 68162      | Kaysersbergeois  | 35,45            | 4 391 (2022)                      | 124                |
| Ammerschwihr                 | 68005      | Ammerschwihriens | 19,66            | 1 594 (2022)                      | 81                 |
| Le Bonhomme                  | 68044      | Bonhommiens      | 21,98            | 753 (2022)                        | 34                 |
| Fréland                      | 68097      | Frélandais       | 19,74            | 1 297 (2022)                      | 66                 |
| Katzenthal                   | 68161      | Katzenthaliens   | 3,5              | 517 (2022)                        | 148                |
| Labaroche                    | 68173      | Barochais        | 13,44            | 2 174 (2022)                      | 162                |
| Lapoutroie                   | 68175      | Lapoutroyens     | 21,12            | 1 872 (2022)                      | 89                 |
| Orbey                        | 68249      | Orbelais         | 46,02            | 3 445 (2022)                      | 75                 |

## Démographie
| 1968   | 1975   | 1982   | 1990   | 1999   | 2010   | 2015   | 2021   |
| ------ | ------ | ------ | ------ | ------ | ------ | ------ | ------ |
| 14 659 | 14 824 | 14 755 | 15 673 | 16 574 | 17 196 | 16 837 | 16 063 |

## Direction
Président :
Philippe Girardin (maire de Lapoutroie)
Vice-présidents :
- Frédéric Perrin (maire du Bonhomme)
- Patricia Bexon (adjointe au maire de Kaysersberg-Vignoble)
- Guy Jacquey (maire d'Orbey)
- Benoit Kuster (adjoint au maire de Kaysersberg-Vignoble)
- Karine Daunay (conseillère municipale de Orbey)

Directeur général des services :
- Christine Schramm

## Compétences et Équipements
Elle gère notamment l'Espace Nautique Arc en Ciel et la Médiathèque intercommunale situés à Kaysersberg.
Par le biais du Syndicat mixte pour l'aménagement du site du lac Blanc, la CCVK est également compétente pour la gestion de la Station du Lac Blanc.

### Compétences obligatoires
1. Aménagement de l'espace pour la conduite d'actions d'intérêt communautaire dont zones d'aménagement concerté ; schéma de cohérence territoriale et schéma de secteur ; plan local d'urbanisme, document d'urbanisme en tenant lieu et carte communale ; 
2. Actions de développement économique dans les conditions prévues à l'article L. 4251-17 ; création, aménagement, entretien et gestion de zones d'activité industrielle, commerciale, tertiaire, artisanale, touristique, portuaire ou aéroportuaire ; politique locale du commerce et soutien aux activités commerciales d'intérêt communautaire ; promotion du tourisme, dont la création d'offices de tourisme ;
3. Collecte et traitement des déchets des ménages et déchets assimilés ;
4. Aménagement, entretien et gestion des aires d’accueil des gens du voyage.  

### Compétences optionnelles
1. Protection et mise en valeur de l’environnement, le cas échéant dans le cadre de schémas départementaux et soutien aux actions de maîtrise de la demande d’énergie ;
2. Politique du logement et du cadre de vie ;
3. Construction, entretien et fonctionnement d'équipements culturels et sportifs d'intérêt communautaire et d'équipements de l'enseignement préélémentaire et élémentaire d'intérêt communautaire ; 
4. Action sociale d’intérêt communautaire :
             4.1  Actions en faveur de la Petite enfance ;
             4.2  Actions en faveur l’Enfance -jeunesse ;
5. Création et gestion de maisons de services au public et définition des obligations de service public y afférentes en application de l'article 27-2 de la loi n° 2000-321 du 12 avril 2000 relative aux droits des citoyens dans leurs relations avec les administrations.  

### Compétences facultatives
1. Affaires scolaires ;
2. Culture ;
3. Service d’intérêt intercommunal de gestion des personnels (bûcherons) ;
4. Assainissement non collectif ;
5. Assainissement collectif ; 
6. Acquisition de matériel ; 
7. Transports ;
8. Itinéraires cyclables – voirie ;
9. Création, entretien, exploitation d’infrastructures de charge nécessaires à l'usage de véhicules électriques ou hybrides rechargeables d’intérêt communautaire ;
10. Adhésion et participation au Grand Pays de Colmar : élaboration et approbation de la charte de pays et mise en œuvre des actions qui en découlent ;
11. Gestion et développement des équipements touristiques structurants ;
12. Étude, construction et gestion de la première plateforme bois-énergie ;
13. Production d’énergies renouvelables, notamment production d’énergie à partir d’éoliennes au Col du Bonhomme, et contribution à la transition énergétique ;
14. Schéma Directeur Territorial d’Aménagement Numérique : participation financière pour la mise en œuvre d’un réseau Très Haut Débit dans le cadre de la convention avec la Région Grand Est ;
15 .Accompagnement des jeunes à la recherche d’un emploi par le biais de la Mission Locale de Colmar ;
16. Participation à la Plate-forme d’Initiative Locale Colmar Centre Alsace Initiative.

## Transports
La communauté de communes est devenue autorité organisatrice de la mobilité (AOM).

### Covoiturage
La communauté de communes inaugure, à l'instar du Sundgau,  une nouvelle forme de covoiturage « comme on prend le bus »,,.

### Impact énergétique et climatique

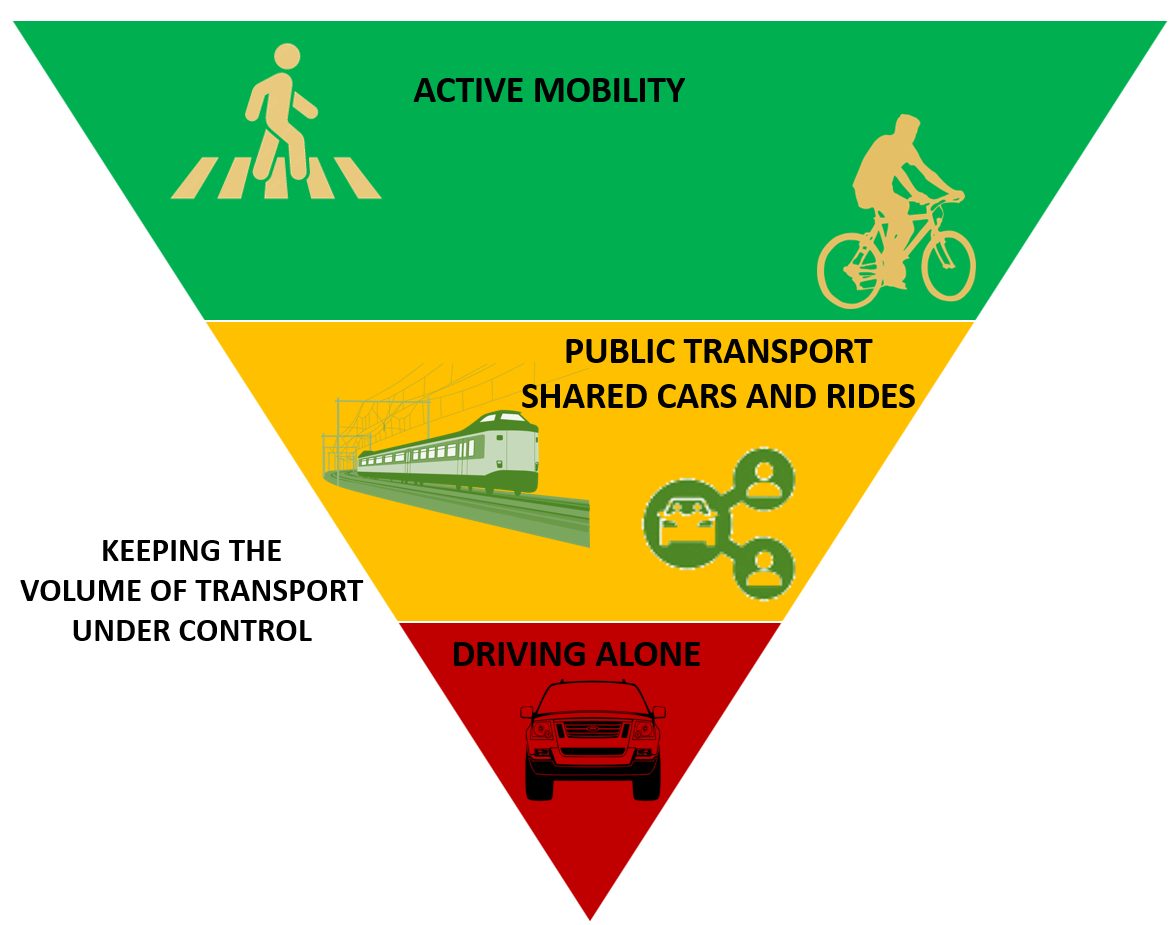
Pyramide de la mobilité, proposée par le projet européen Share North.

| -                              | Transports routiers | Autres transports |
| ------------------------------ | ------------------- | ----------------- |
| Carburant (GWh)                | 103                 | 0                 |
| Électricité (GWh)              | 0                   | 0                 |
| Gaz à effet de serre (ktéqCO2) | 27                  | 0                 |

## Énergie et climat
Dans le cadre du schéma régional d'aménagement, de développement durable et d'égalité des territoires (SRADDET) du Grand Est, ATMO Grand Est tient à jour les statistiques énergétiques  des établissements publics de coopération intercommunale de la collectivité européenne d'Alsace sous forme de diagramme de flux.
L'énergie finale annuelle, consommée en 2020, est exprimée en gigawatts-heures,.
| -                          | GWh |
| -------------------------- | --- |
| Électricité                | 164 |
| Carburants ou combustibles | 497 |
| Chaleur primaire           | 17  |

L'énergie produite en 2020 est également exprimée en gigawatts-heures.
| -                          | GWh |
| -------------------------- | --- |
| Électricité                | 1   |
| Carburants ou combustibles | 182 |
| Chaleur primaire           | 17  |

Les gaz à effet de serre sont exprimés en kilotonnes équivalent CO2.
| -                     | ktéqCO2 |
| --------------------- | ------- |
| Liées à l'énergie     | 102     |
| Non liées à l'énergie | 17      |